# 三津神社
三津神社（みつじんじゃ）は、大阪府大阪市港区夕凪にある神社。

## 祭神
- 三津大神（みつのおおかみ）
  - 天照皇大神
  - 大海大神
  - 住吉大神
  - 生国魂命
  - 宇迦之御魂神

## 沿革
- 明和元年（1764年） - 石田新田開発に際し、工事の安全と成功を祈願して勧請したことに始まるとされる。当初は、天照大神を祀るため、石田皇大神宮とも称されたという。
- 2018年（平成30年） - 鎮座130年記念行事の本殿外装工事がされた。

## 行事
- 1月1日 - 歳旦祭。お神酒のお接待がある。
- 7月22日 - 夏季例祭宵宮。
- 7月23日 - 夏季例祭本宮。神輿、太鼓、獅子頭と獅子舞（傘踊り）が町内を巡行する。
- 10月22日 - 秋季例祭宵宮。
- 10月23日 - 秋季例祭本宮。
- 11月ごろ - 七五三。

## 境内
- 石中稲荷神社
- 戎神社
- 遥拝所
- 田の神

## アクセス
- Osaka Metro中央線朝潮橋駅下車　徒歩4分